# Koa
Koa byla česká folková skupina. V jejím repertoáru byly však písně v různých světových jazycích (např. slovenština, romština, španělština, kečuánština aj.) a různých stylů.
Koa původně začínala jako doprovodné trio Zuzany Navarové a Ivána Gutiérreze ve složení Mário Bihári (akordeon, klavír, klarinet), František Raba (kontrabas) a Camilo Caller (bicí a perkuse). Po odchodu Ivána Gutiérreze v roce 2001 se kapela rozšířila o kytaristu Omara Khaouaje a vzniklo nejoceňovanější album Barvy všecky. Dne 7. prosince 2004 však zemřela hlavní autorka a zpěvačka Zuzana Navarová, skupina se ale nerozpadla a pokračovala ve společném hraní, v roce 2006 vydala nové album s názvem Koa, dva roky nato album Dobře nám. Na začátku roku 2010 skupina na svém webu oznámila, že ukončila činnost.
Jméno kapely je podle názvu stromu Acacia koa, který roste v deštném pralese na Havaji a z něhož se vyrábějí kytary.

## Diskografie
- se Zuzanou Navarovou a Ivánem Gutiérrezem
  - Skleněná vrba (1999)
  - Zelené album (2000)
- se Zuzanou Navarovou
  - Barvy všecky (2001)
  - Jako Šántidéví (2003)
- Koa (2006)
- Dobře nám (2008)